# 卡塔尔护照
卡塔尔護照（阿拉伯语：جواز سفر قطري）是卡塔尔政府簽發予卡塔尔公民的旅行證件。
卡塔爾護照在全球有效，並可按相關簽證要求在各國出入境。

## 歷史
在卡塔爾脫離英國保護以前，當地政府已有發行護照，但僅以「卡塔爾政府」（沒有加入「英國」等字樣及國徽）名義發行。
直到1971年成功獨立以後，卡塔爾護照的發行才得以規範化。

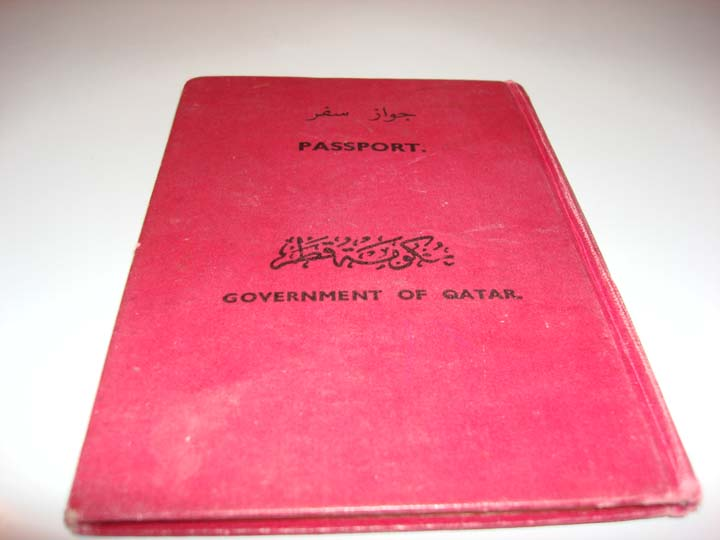
獨立前發行的護照

### 版本
1971年後的卡塔爾護照歷經六個版本，而現行的護照在2008年起發行。

#### 1971年版護照
獨立後的第一代卡塔爾護照的封面以紅色硬殼裝訂，而封面字體及國徽尺寸較其後各版本為小。

#### 1979年版護照
1979-1990年間簽發的第二代護照，基本奠定了其後各版本卡塔爾護照的封面設計。
由此版本開始，護照封面改用酒紅色，而封面字體及國徽尺寸亦較第一代大。此外，相關圖文改以燙金印刷。

#### 1990年版護照
1990年版卡塔爾護照的封面改變不大，但摒棄了前兩代護照採用的硬殼裝訂，而尺寸有所縮小。
此版本護照已於1999年6月30日停止簽發。

#### 1999年版護照
1999年版卡塔爾護照的封面設計與1979及1990年版相同。從此版本開始，護照尺寸開始統一為ICAO所規定的標準。
在內頁方面，1999年版護照設有64頁，並採用紅、藍雙色水紙，同時具有紫外螢光及水印兩種防偽特徵；而所有護照資料均為可機讀格式。
此版本護照共發行了七年，一直發行至2006年6月30日為止。

#### 2006年版護照
2006年7月1日，卡塔爾內政部發行新版護照。
與上一個版本比較，封面及水紙設計分別不大，但螢光防偽圖案則有所不同，而個人資料頁則加入了持證人全息照片。此外，頁數減少至48頁，而下一個版本亦然。
由於生物特徵護照技術獲採用，2006年版護照僅發行了不足兩年即告停發。

#### 2008年版護照
現行的卡塔爾護照於2008年4月20日起發行，屬於生物特徵護照。
在防偽措施方面，現行護照與2006年版分別不大，僅增加了一枚識別晶片。

## 護照類別
現行的卡塔爾護照分為三種：
- 普通護照（酒紅色）
- 公務護照（藍色）
- 外交護照（綠色）

## 申請方式
卡塔爾公民可於國內或國外申請護照，而且必須於櫃檯進行。
申請人必須於填表、備妥證明文件及繳費後，親身將相關文件遞交至國籍及旅遊文件處（或卡塔爾駐外機構）的服務櫃檯。及後，申請人需要另約日期，返回上述辦事處進行生物特徵記錄。一般而言，申請人可於第二次赴約後10個工作天內領用護照。
所需文件如下：
- 已填妥的申請表
- 出世紙
- 身份證
- 兩張近照
- 護照費用收據
- 結婚證（如有）
- 舊護照（適用於續領時）

不論年齡，所有卡塔爾公民辦理護照（不包括因遺失/損毀而補領）的費用均為QAR 200。

## 護照內容

### 個人資料頁
個人資料頁欄目同時以阿拉伯語及英語標註，並包括以下內容：
- 相片
- 證件類別（P/PD/PO）
- 國家代碼（QAT）
- 姓名
- 護照編號（八位數字）
- 性別
- 國籍（QATAR）
- 生日
- 出生地
- 簽發日
- 到期日
- 身份證編號
- 持證人簽署
- 機讀區

### 請求頁
請求頁位於封面後第一頁，內容如下：
阿拉伯語：
|  |

英語：
|  |

中文語意如下：
| 我們（卡塔爾國）茲請各相關方准予持照人通行無礙、不受遲延，並在需要時予以法律協助或保護。 |

### 簽證頁
以往的卡塔爾護照頁數因應版本而不一。但自1999年版護照開始，不論護照類別，頁數統一為48頁，且適用於日後各版本（包括現行2008年版護照）。

## 簽證要求

卡塔爾公民簽證要求
卡塔爾
可自由遷徙
免簽證
落地簽證
電子簽證
需要簽證

2022年第1季，卡達公民於全球97個國家和地區享有免事先申請簽證待遇，使卡達在恒理護照指數名列全球第53。此外，卡塔爾國民亦可於所有海灣國家間自由遷徙。而在2017年卡塔爾外交危機爆發期間，卡塔爾與鄰國交惡，因此沙特阿拉伯、巴林及阿拉伯聯合酋長國曾決定禁止卡塔爾公民入境，而永居權政策亦曾一度暫停。直至2021年1月6日，由於新的邊界協議簽訂並生效，上述限制得以解除。
根据2025年1月8日发布的亨利护照指数，卡塔尔护照可免签证、落地签证或电子签证入境112个国家和地区，位居世界第47。